# 96 Aegle
Aegle (asteroide 96) é um asteroide da cintura principal com um diâmetro de 170,02 quilómetros, a 2,65466308 UA. Possui uma excentricidade de 0,13179895 e um período orbital de 1 952,88 dias (5,35 anos).
Aegle tem uma velocidade orbital média de 17,03327646 km/s e uma inclinação de 15,93739553º.
Este asteroide foi descoberto em 17 de Fevereiro de 1868 por Jérôme Coggia. Foi nomeada em homenagem à ménade Egle.